# The Legend of Zelda: Twilight Princess
| Recensioner     | Recensioner     |
| Recensionsbetyg | Recensionsbetyg |
| Publikation     | Betyg           |
| --------------- | --------------- |
| Gamespot        | [ 2 ]           |
| Gamespy         | [ 3 ] [ 4 ]     |
| IGN             | [ 5 ] [ 6 ]     |

The Legend of Zelda: Twilight Princess är ett konsolspel utvecklat av Nintendo. Spelet är det tolfte i Zelda-serien (trettonde om man inkluderar Four Swords till GBA och artonde om man inkluderar Zelda-spelen till Philips CD-I och Game & Watch-spelet). Spelet släpptes till Wii den 8 december 2006 och till Nintendo GameCube den 15 december 2006. Spelet ansågs vid lanseringstidpunkten vara Nintendos största satsning till GameCube dittills.
Twilight Princess är även släppt till Wii, där spelaren kan använda den nya rörelsekänsliga kontrollen. Noterbart är att det finns två versioner av samma spel, en version av spelet till Nintendo GameCube och en till Wii.
Spelet skulle släppts redan 2005, men lanseringen blev uppskjuten till hösten/vintern 2006 istället. Under slutet av 2004, då spelet gick under namnet Zelda 2005, spreds en bild från E3, där Shigeru Miyamoto presenterade det nya Zeldaspelet under namnet The Legend of Zelda: Gates of the Realm. Spelet blev runt samma tidpunkt även kallat för The Legend of Zelda: Reigns of Sorrow. Båda namnen visade sig senare vara falska och bilden från E3 visade sig vara förfalskad.

## Handling
Link är en ung pojke som bor i Ordon Village. Han är getherde och byns enda ryttare. En dag får han i uppdrag av borgmästaren att leverera en gåva till Hyrule Castle (ett svärd, gjort av byns svärdsman kallad Rusl). Innan han ska ge sig i väg ska han valla getter och när han är klar märker hans barndomsvän Ilia att hästen är skadad. Hon tar med Links häst Epona till Ordon Spring, där hon ska försöka läka Eponas skada. Borgmästaren blir upprörd, för nu kanske inte Link hinner leverera gåvan i tid. Link följer efter Ilia för att hämta Epona, men Ilia vill inte att han gör det, men ändrar sig genast när hon märker att skadan inte var så allvarlig i alla fall. Just då när Link ska ge sig iväg kommer ryttare på vildsvin och kidnappar Ilia och en liten pojke som heter Colin. Colin är son till byns svärdsmästare. Link försöker stoppa dem men blir nedslagen. När han sedan vaknar upp och de är borta springer han för att rädda dem men så dras han in i Twilight Realm och förvandlas till varg. De mörka twilight-varelserna sätter honom i ett fängelse, där han träffar en varelse vid namn Midna.
Twilight Princess är en betydligt mörkare titel jämfört med Wind Waker och inriktar sig lite mer på äldre spelare. Man kommer att tillbringa mer tid på hästrygg i Twilight Princess än vad man gjort med tidigare titlar. Strid på hästrygg förekommer i spelet och ger spelaren lite nya möjligheter till att fälla sina motståndare på.
- Spelet släpptes samtidigt som Nintendo Wii, vilket var hösten 2006 i USA och Japan. I Europa släpptes spelet den 8 december till Wii och den 15 december till GameCube.
- Om man spelar spelet på Nintendos konsol Nintendo Wii så kommer man att kunna utnyttja några av konsolens unika funktioner. Bland dessa räknas att man kan slåss med kontrollens motion sensing-teknik.
- Några av de tidigare spelens karaktärer, såsom Ganondorf och några andra dyker upp även i detta spel, men i en annan form.
- När Link träder in i Twilight Realm, förvandlas han till en varg. Genom att använda sina nya varg-egenskaper, såsom förbättrat luktsinne, syn och hörsel, kommer han kunna utföra saker han inte kan göra som människa, bland annat kommunicera med djur, och kanske rent av med sin egen häst.

I Japan kan man bara köpa spelets GC-version via Nintendos webbplats. Man tror att Nintendo fruktar att det kommer att bli en konkurrens om Wiispelet och GC-spelet finns i samma butik.

## Versioner
Spelet finns i två versioner, en version avsedd för GameCube och en version avsedd för Wii. Nintendo har sagt att det inte är några betydande grafiska skillnader mellan Wii-versionen och GameCube-versionen. De skillnader som finnas mellan versionerna är följande:
- Hela spelet är spegelvänt i Wii, gentemot GameCube-versionen. Detta innebär att huvudpersonen Link (som vanligtvis är vänsterhänt) är högerhänt i Wii-versionen. Detta beror på att spelaren håller Wiis handkontroll i sin högra hand, och att det därför kan tänkas kännas konstigt att slå med "fel" hand i spelet. Link är således vänsterhänt i GameCube.
- Wii-versionens spelkontroller har anpassats till Wiis nya rörelsekänsliga handkontroll.
- Wii-versionen är i bredbild, medan GameCube har den sedvanliga helskärmsupplösningen.

## Karaktärer

### Link
Link är huvudpersonen i spelet som vanligt. I detta spel beskriver man Link som en person som verkligen bryr sig om människor.
Links största dröm är att bli den lilla byn Ordons borgmästare. Han är en fåraherde och han äger hästen Epona. Både barnen, Ilia och de vuxna gillar Link väldigt mycket. Hans chef heter Fado. Link blev utnämnd att bära Modets Trekraft (Triforce of Courage) redan som barn. Han är mån om naturen och som vuxen föder han upp getter tillsammans med Fado och hjälper till att driva in dem. Han är mycket bra vän med Ilia men blir utnyttjad av Twilightvarelsen Midna som behöver Links hjälp för att kunna återvända till sin egen värld och återta den tron som hon så fräckt blivit fråntagen. Link är den enda som inte förvandlas till en ande i Twilight-världen, istället blir han en varg eftersom han är den utvalde hjälten. Hans föregångare, Link (Hero of Time) från Ocarina of Time dyker upp som en gyllene varg och hans ande lär Link massa svärdsfärdigheter som kan vara till stor nytta när man möter svårare och svårare fiender allt eftersom man färdas genom spelet. När han har lärt Link alla svärdstekniker kan hans själ äntligen få vila för nu vet han att en ny hjälte finns till hands för Hyrule...

### Zelda
Zelda är fånge i slottet i Twilight Realm. Hon är det fortfarande efter att skymningen försvinner och folket har ingen aning om varför hon inte besöker dem längre och inte ens soldaterna kan ta sig in där längre eftersom Ganondorf tagit över slottet och tar kontrollen där, Zelda själv är fånge i det högsta tornet på slottet. Hon räddar sin vän Midna när hon blir väldigt skadad av Zant. När Zant tar över Hyrule frågar han Zelda om hon vill låta sitt folk dö eller leva under hans styre. Hon vill att de ska leva och släpper sitt svärd för att rädda sitt folk. Då förvandlas alla i Hyrules närliggande trakter till andar, utom Zelda eftersom hon är beskyddad av ljusandarna och har Visdomens Trekraft. Hon vet hur man kan få Link från hans vargform till människa igen och hon ger Midna sin själ efter att Midna blivit skadad av Zant. Efter ett tag när man kommer till slottets tronrum i avgörandet av allt så hittar man hennes livlösa kropp i en stor staty av trekraften. Sen bryter sig då Ganondorf in i hennes kropp och kontrollerar henne, men Midna för ut Ganondorf ur henne och ger tillbaks Zelda hennes själ. Sedan hjälper hon Link att besegra Ganondorf på hästrygg genom att skjuta ljuspilar på honom medan hon rider på Epona med Link. Hon skyddade nämligen både sig själv och Link från att bli dödade av Ganondorf när hon ber andarna om hjälp då hon fick "Ljuspilarna"och Epona dyker upp. Efter att Ganondorf besegrats på hästrygg dör hans häst men han själv brister ut i gapskratt och lägger ett kraftfällt runt sig som Zelda inte kunde ta sig igenom. Ganondorf slåss man mot man med Link. Efter att han dör beger sig Zelda med Link och Midna till Mirror Chamber för att ta farväl av deras vän Midna som tänker lämna deras värld. Sedan förstör Midna spegeln och återvänder till sitt hem.

### Midna
Midna är en märklig liten varelse som Link möter tidigt i spelet.
Midna lovar Link sin hjälp för att rädda hans vänner, men i utbyte vill hon ha Links hjälp.
Hon är på jakt efter ett speciellt vapen för att kunna hämnas på någon som förrått henne. Midna hör egentligen hemma i skymningsstaden Twili där hon härskar som prinsessa, men när en av hennes undersåtar vid namn Zant fick en plötslig kraft lade han en förbannelse över henne och portade henne från Twili.
Midna är ute efter en gruvlig hämnd och för att lyckas behöver hon Links hjälp.
Midna är väldigt bossig. Ironi och lättfullhet är något hon är bra på och det är tur att Link kan vara tålmodig för det är nog sannerligen inte lätt att ha med Midna att göra när hon är på dåligt humör.
Under spelets gång är hon väldigt liten och gömmer sig ofta i Links skugga eller sitter på Links rygg när han är i vargform, men hennes skepnad är bara ett resultat av Zants förbannelse och i slutet visar hon sitt sanna jag.
Hon är till stor hjälp, ger Link ledtrådar och uppmärksammar fieendes svagheter genom hela spelet. Men när hon plötsligt blir illa skadad och förbereder sig på att ge upp hoppet om liv, kliver Zelda in och genom att ge upp sin egen själ räddar hon Midna till livet. Midna får leva vidare och när den slutgiltiga kampen mot Ganondorf dagas får hon en chans att åter ge livet till Zelda.

### Rusl
Rusl är Ordons svärdsmästare och en mycket god vän till Link. Rusl gav i början Link ett träsvärd som Link fick ge bort, för att komma förbi ett barn vid namn Talon. Han återkommer senare i spelet för att hjälpa Link på hans uppdrag.

### Ilia
Ilia är en ung kvinna som bor i byn Ordon och är dotter till byns borgmästare. Hon och Link är vänner sedan barndomen och hon tar även hand om Epona ibland. I början av spelet tappar Ilia minnet och Link måste senare hjälpa henne att återfå det eftersom hon besitter viktig kunskap.

### Epona
Epona är Links häst i ett flertal av Zelda spelen. I Twilight Princess får man tillgång till Epona väldigt tidigt i spelet där man använder henne för att driva boskap. Efter att byn blir attackerad av King Bulblin försvinner Epona men Link blir senare återförenad med henne i Kakariko Village. Nytt för Twilight Princess är att man kan slåss med svärdet när man rider. Detta är ett viktigt element i flera delar av spelet. Nytt är också att man kan välja namn på sin häst i början av spelet, på samma sätt som man väljer namn på huvudkaraktären (Link).

### Zant
Zant är en ond varelse från riket Twilight Realm i vilket han utropat sig själv till kung. Han bär ansvaret för att Midna ser ut som hon gör. Zant bär även ansvaret för att stora delar av Links värld slukas av Skymningen. Han är tjänare till Ganondorf. Ganondorf gav honom makt på villkor att han skulle använda den för att skapa mörker i den andra världen. Tack vare detta så blev Ganondorf återfödd och fick tillbaka sin makt och hans försegling i Twilivärlden gjorde att han fick chans att i sin sista åtgärd hitta någon som ville ha makt för att störta Twilis kungafamilj. Zant anser sig själv som kung och eftersom folket varit så ironiska och inte kallat honom för deras kung förvandlade han dem till monster som skulle hjälpa honom störta Zelda från sin tron, döda Zoras drottning Rutela och lägga Hyrule i skymning. Midna behövde Links hjälp och utnyttjade honom till att samla tre stycken Fused Shadows (sammansmälta skuggor), en bortglömd makt som Midnas folk ville komma åt och som de blev dömda till att låsas in för att de missbrukade. Zant valde att stjäla de tre som Midna hade, men han kunde inte komma åt den fjärde som Midna redan hade och när han ville övertala Midna att överlämna den vägrade hon och Zant blev då vred och beslöt att hon skulle dö. Zant har fått sin kraft av Ganondorf, men Zant kallar honom för sin gud och Midna förstod inte från början att han hade fått makten av Ganondorf utan trodde att han stulit den från hennes folk. När Link når kungliga kammaren i Palace of Twilight berättar Zant om hur arg han blivit på den gamla kungafamiljen som varken brytt sig om att de var inlåsta i den mörka världen eller valt honom att styra deras rike. Istället valde de Midna eftersom han bara skulle missbruka sitt sätt att styra riket på och det gör honom så galen att han springer ut på ett slags balkong och dunkar huvudet i marken.
Efter att Zant tagit över Twilight riket börjar fiender dyka upp där och efter att Link dödat honom försvinner alla Zantimitationer av honom därifrån. Han har skapat fantomer, huvud och händer som ska vakta så kallade solar som ger deras rike ljus. Endast en sådan sol kan få Twili att bli sig själva igen. Midna dödar Zant med Fused Shadows som hon får tillbaks efter att Link besegrat honom. På slutet när Ganondorf dör visas en scen när Zant är med utan sin hjälm och vrider på huvudet, man hör ett knakande och efter det slutar Ganondorf att andas.

### Ganondorf
Ganondorf är det mörkas kung, han skulle avrättas i Mirror Chamber men svärdet kunde inte döda honom utan bara skada honom. Den sage som bär ansvaret till såret, prinsessan Ruto[källa behövs], vattensagen från Ocarina of Time blev dödad. Som en sista åtgärd låste de in honom i Twilightvärlden. Men med hjälp av Zant lyckades han komma ut och tog Hyrules slott i sin ägo. De sages som skulle avrätta honom gjorde ett stort misstag genom att skicka honom till den världen. Ganondorf dör senare också av Master Sword som Link sticker i hans hjärta. Han påstår att hela historien om ljus och mörker kommer att bli skriven i blod.

### Hero's Shade
Hero's Shade är avkomman till Link i The Legend of Zelda: Ocarina of Time. I slutet av Ocarina of Time ger sig Link iväg för att leta efter "en försvunnen vän" som sägs vara Navi. Istället hamnar han i världen Termina där han måste bekämpa Majora's mask. Efter det äventyret bestämmer han sig för att fortsätta leta efter Navi. Han går tillbaka till Hyrule och fortsätter leta. Han går sedan vilse i Lost Woods och eftersom han fått reda på i Ocarina of Time att alla som går vilse i skogen blir skelett så kallade Stalfos så blir han en sådan. Ingen av hans kamrater från Kokiri har blivit Stalfos, för The Great Deku Tree berättade att ingen av Kokirifolket kan bli sådana. Men Link var en Hylian från utlandet. Därefter spelar han på Statysången han lärt sig i Termina, men istället för att bilda en statymodell får Link tillbaka sin själ. Han är fortfarande skelett, men blir lite mer snällare än vanliga Stalfos.
I Twilight Princess, när den dåvarande Link ska till Forest Temple, sitter ett vargspöke och väntar på honom. Det hoppar på honom och tar honom djupt in i en dröm. Framför honom förvandlas vargen till en skelettkrigare. Det är den tidiga Link. Han börjar lära honom stridstekniker han kunde, på grund av att han insett att det är dags att lära ut till nästa hjälte. Efter att ha lärt ut alla stridstekniker försvinner den forne Link så att hans ande äntligen efter tiotals år få vila.

## Fiender

### Aeralfos
De flygande ödlorna är en version av Lizalfos, fast den här gången med vingar. De dyker ner mot sitt mål och kan halas ner med Clawshot under det att de bär en sköld. Aeralfos dyker först upp i City in the Sky som miniboss och sedan som fiende i både Hyrule Castle och Cave of Ordeals.

### Armos
Armos finns för det mesta i Temple of Time. Det är kraftiga statyer som väckts till liv av folkets gamla teknologi för att vakta platsen. De har en svag punkt på baksidan av ryggen där det sitter en kristall. Den kan förstöras om man hugger på den 3 gånger med ett Master Sword.
Statyerna påminner om någon slags inkaindian.

### Baba Serpent
Baba Serpent är en slags Deku Baba, fast den här dör inte om man hugger av stjälken.
Baba Serpent är en röd Deku Baba som kan anfalla Link fastän stjälken är stjälpt. De kan ses i taken, på land och till och med kan man hitta några på väggarna på City in the Sky.

### Bari
Bari dyker upp endast i Lakebed Temple. Det är elektriskt laddade maneter och kan bara dödas när de inte är elektriskt fyllda med en Clawshot. De simmar enkelt i strömmt vatten och de fyller tunnelingången tillsammans med Shell Blades.

### Beamos
Beamos är en slags pelare med laser först snurrar den runt något varv och sedan stannar den för att skjuta på sitt mål med sitt laseröga, detta öga kan bara förstöras med en pil och dessa statyer kan flyttas om de står på ett speciellt ställe.

### Bokoblin
Bokoblins är otäcka troll som kidnappar skogens apor och Talo när han ska jaga en av aporna. Bokoblins finns i röd och blå/lila färg och är ganska korkade. I bland kan man se två stycken stå och prata med varann. De är mycket enkla att döda. Anfaller värst i större arméer.

### Bubble
Röd, blå och vit. Bubbles eller Bubblor är flygande dödskallar med vingar. I vanliga fall ligger de på ett ställe och väntar på en fiende men om en inkräktare stör börjar de flyga mot den och attackera. Bubblor finns i eld- och isversion, de vita är svagast av alla och anfaller i större grupper.

### Bulblin
En speciell version av Bokoblins mera lika Orcher. De kidnappade Colin & Ilia och resten av barnen och arbetar för King Bulblin, deras ledare och Zants underhuggare.
Bulblins finns i 4 olika versioner. Med klubba, med båge, ridande med klubba och ridande med båge. De har oftast en befälhavare som bestämmer när resten ska börja skjuta pilar/eldpilar och kan kalla på resten av Bulblins. Sådana som står på plattformar ropar så högt de kan för att organisera sig.

### Darknut
En stor metall-klädd riddare som finns i Temple of Time (mini-boss), Cave of Ordeals och Hyrule Castle. De kan göra stor skada, och Link måste använda sig av allt han kan för att kunna besegra dem. De har tjock pansar, vilket gör det svårare för Link att besegra dem än vanliga fiender. Normalt möter Link en åt gången, men i Cave of Ordeals finns dem i grupper av 3, till och med 4. Darknut använder sig av ett primärt svärd, och sedan när Link har slagit av all pansar tar han sedan upp ett sekundärt svärd som gör det lättare för han att röra på sig mera. En Darknut skadar 1 hjärta med sitt primära svärd och ett halvt hjärta med sitt sekundära svärd (också kallas Longsword).

## Lansering och mottagande
Twilight Princess teaser, som visades under E3 2004, placerades av WatchMojo.com på plats 9 på deras lista "Top 10 Video Game Teaser Trailers".

### GameSpy's Game of the Year 2006
- Overall Top 10 - Plats 1[10][11]
- Console Top 10 - Plats 1[11][12]
- GameCube Top 3 - Plats 1[13][14]
- Wii Top 5 - Plats 1[15][16]
- Wii Adventure Game of the Year[15][16]
- Wii RPG of the Year[15][16]
- GameCube Gamers' Choice Award - Plats 1[17][18]
- Wii Gamers' Choice Award - Plats 1[18][19]

### GameTrailers

#### Game of the Year Awards 2006
- Game of the Year[20]
- Best Action Adventure[21]
- Best Wii Game[22]
- Best GameCube Game[23]
- Best Story (nominerad)[24]
- Best Graphics Award (nominerad)[25]

#### Top 10 Games of the Decade
- Plats 10[26]

Twilight Princess var ett av spelen som var med i konstutställningen The Art of Video Games på Smithsonian American Art Museum under 2012 och Empire placerade spelet på plats 63 på deras lista "The 100 Greatest Games of All Time". WatchMojo.com placerade Twilight Princess på plats 7 på deras lista "Top 10 Legend of Zelda Games".

## The Legend of Zelda: Twilight Princess HD
Den 4 mars 2016 släppte Nintendo en remake av The Legend of Zelda: Twilight Princess till deras nya konsol Wii U. Spelet fick namnet The Legend of Zelda: Twilight Princess HD och som namnet antyder så är spelet i HD-upplösning med 16:9 Widescreen. Spelet utnyttjar konsolens unika möjlighet att flytta TV-bilden till Wii U-kontrollen, Gamepad, vilket exempelvis kan användas om någon annan vill se på TV samtidigt som man spelar. Det finns också många små ändringar i spelet och spelskaparna har försökt att eliminera de element i spelet som var minst omtyckta av spelarna. Exempelvis måste man finna färre Tears of Light och det har blivit enklare att söka efter spöken eftersom man nu kan se hur många som finns kvar inom en region på kartan eller i ett tempel. Det finns också ett nytt föremål, Poe Lantern, som hjälper till i sökandet efter spöken. Det finns också ett "Hero mode" som innebär att Link tar dubbel skada och att det inte dyker upp några hjärtan under spelet. Spelet har också stöd för olika amiibo-figurer och det lanserades en ny sådan, Wolf Link, i samband med spelet.